# Biserica Nașterea Sfântului Ioan Botezătorul din Piatra Neamț

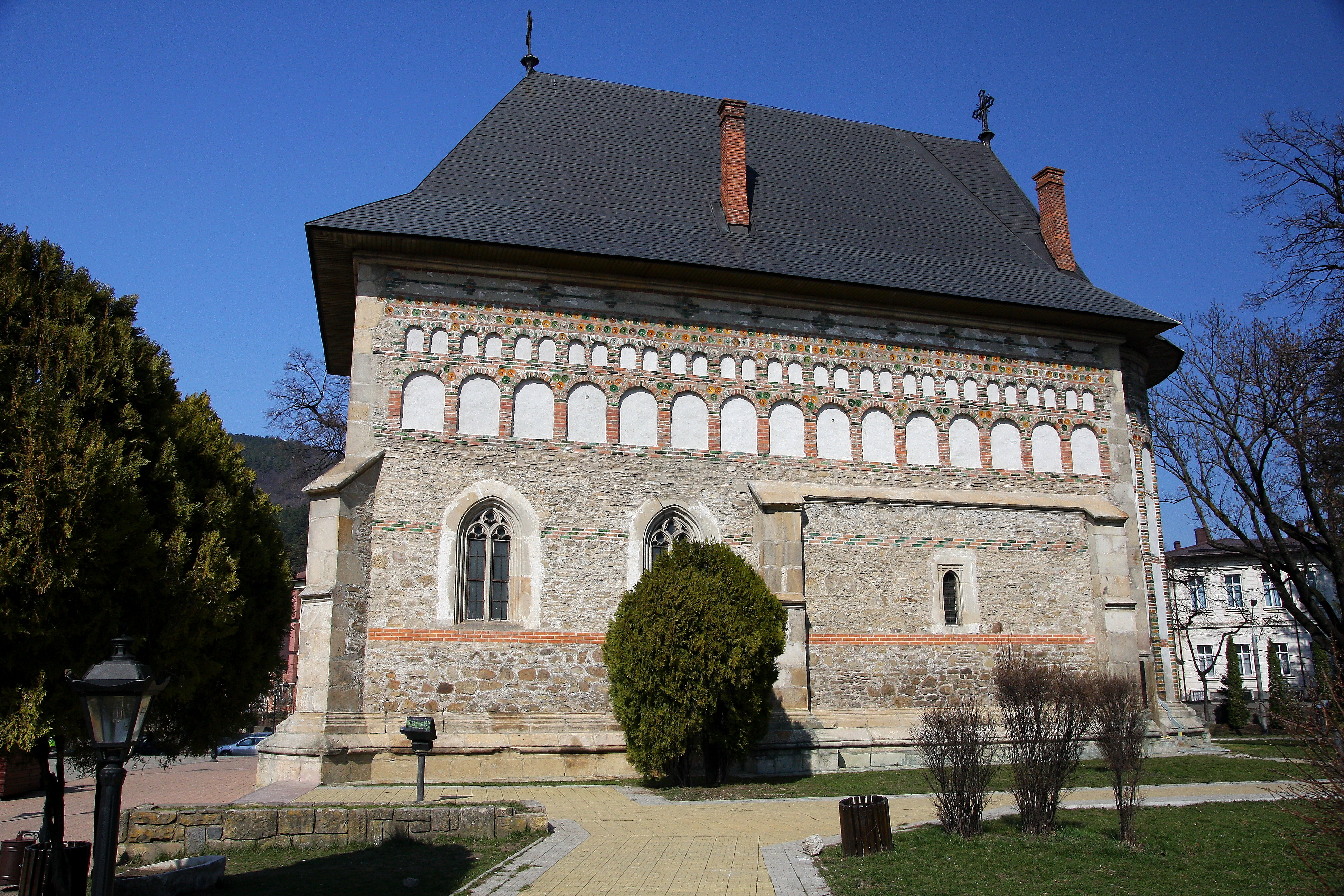
Biserica Sf. Ioan Botezătorul (1497-1498)

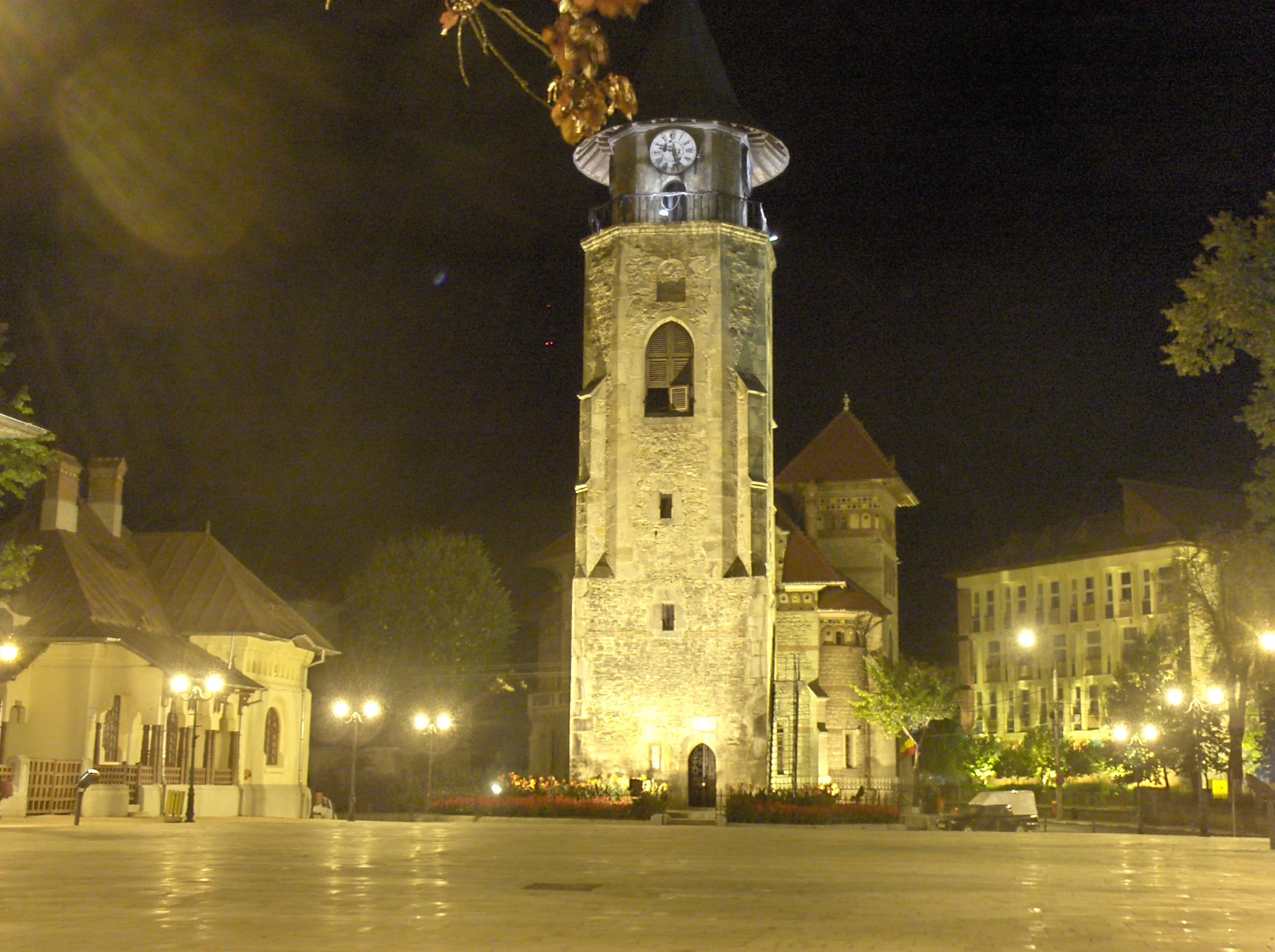
Turnul clopotniţă (1499)

Biserica Nașterea Sf. Ioan Botezătorul din Piatra Neamț este o capodoperă a arhitecturii ecleziastice moldovenești de la sfârșitul secolului al XV-lea, una din construcțiile care s-au păstrat până astăzi din vechea reședință domnească de la Neamț. Edificiul a fost ridicat între anii 1497-1498 în stilul moldovenesc constituit în epoca lui Ștefan cel Mare, cu puternicele influențe ale arhitecturii gotice (contraforturi, socluri profilate, ancadramente etc.) specifice acestui stil.

## Descriere
Monumentul este de frumoase proporții, de plan mixt boltit cu calote semisferice dispuse în filă, cu absidele laterale mascate de puternice rezalite. Împreună cu turnul clopotniță de la 1499, monumentul vădește pronunțate caracteristici gotice. Pe fațade se păstrează intactă o bogată decorație de ceramică smălțuită.